# Unocal
Unocal Corporation (Union Oil Company of California) war eines der größten Energieunternehmen der Welt.

## Geschichte
Die Union Oil Company of California wurde am 17. Oktober 1890 in Santa Paula durch eine Fusion der Unternehmen von Lyman Stewart, Thomas Bard und Wallace Hardison gegründet, Firmensitz war seit 1901 Los Angeles.
Nach der „Great Depression“ und dem Zweiten Weltkrieg expandierte das Unternehmen stark. Man fand das erste Erdgas in Alaska, und, nach eigenen Angaben, auch das erste Öl in Australien. 1983 wurde der Name zu Unocal verkürzt. Am 4. April 2005 übernahm ChevronTexaco den Konzern für etwa 18 Milliarden US-Dollar. Der Konzern ist seitdem eine Tochtergesellschaft von Chevron und gehört noch immer zu den größten Erdölexplorateuren weltweit.

## Fakten zum Unternehmen
Zahlen von 2004, vor der Übernahme (Quelle: Corp-Website):
- Umsatz: 6,5 Milliarden $
- Gewinn: 634 Millionen $
- Dividende pro Aktie: 2,95 $
- Tägliche Ölförderung: 160 000 Barrel
- Tägliche Gasförderung: 1,1782 Millionen Kubikfuss

Ab 1996 war Unocal an einem Konsortium zum Bau einer Gas-Pipeline durch Afghanistan beteiligt und war dafür auf die Zustimmung der regierenden Taliban angewiesen.  Aufgrund öffentlichen Drucks zog sich das Unternehmen 1998 aus dem Projekt zurück. Erst Anfang 2018 wurde dann mit dem Bau dieser Pipeline tatsächlich begonnen und diese sollte bis 2020 fertiggestellt werden.
Eine Pipeline vom Kaspischen Meer bis zur pakistanischen Küste gilt als Konkurrenzprojekt zu der Pipeline IPI (Iran-Pakistan-Indien) für den boomenden asiatischen Markt.
Einer Meldung der französischen Tageszeitung Le Monde vom 9. Dezember 2001 zufolge soll der afghanische Präsident Hamid Karzai während der 80er Jahre einen Beratervertrag mit Unocal gehabt haben, was allerdings sowohl Karzai als auch das Unternehmen selber bestreiten.

## Kritik
Für den Bau einer Gaspipeline von Myanmar (früher Birma) nach Thailand durch Total und Unocal (Yadana-Projekt) sollen, um die Pipeline vor Überfällen zu schützen, die Dörfer in diesem Gebiet weiträumig zerstört und die Bevölkerung umgesiedelt worden sein. Die belegten Fälle von Zwangsarbeit, Vertreibung und Mord führten zu einem Prozess gegen Total in den USA. Der Dokumentarfilm darüber, Total Denial, zeigt Hintergründe.